# 竹橋駅
竹橋駅（たけばしえき）は、東京都千代田区一ツ橋一丁目にある、東京地下鉄（東京メトロ）東西線の駅である。駅番号はT 08。副駅名は毎日新聞社前。
皇居（旧江戸城）の内堀に架かる竹橋という橋梁が駅名の由来である。

## 歴史
- 1966年（昭和41年）
  - 3月16日：帝都高速度交通営団（営団地下鉄）東西線、九段下 - 当駅間延伸に伴い開業[2]。
    - 当駅には折り返し設備がないことから、九段下駅の中野駅寄りにある両渡り分岐器を使用して、単線並列運転を行っていた[3]。

  - 10月1日：当駅 - 大手町間延伸により中間駅となる[4]。
- 2004年（平成16年）4月1日：帝都高速度交通営団（営団地下鉄）民営化に伴い、当駅は東京地下鉄（東京メトロ）に継承される[5]。
- 2007年（平成19年）3月18日：ICカード「PASMO」の利用が可能となる[6]。
- 2015年（平成27年）5月27日：発車メロディを導入[7]。

## 駅構造
中柱のある相対式ホーム2面2線を有する地下駅である。
改札口は地下1階に2か所（西側竹橋方面に出入口1a・1b用、東側大手町方面に出入口2 - 4用）、ホームは地下2階にある。売店「METRO'S」は地下1階西側、トイレは地下1階両側にある。待合室はない。
エレベーターはないが、地下1階西側と1番線ホームを連絡するエスカレーターが設置されている。

### のりば
| 番線 | 路線   | 行先                           |
| ---- | ------ | ------------------------------ |
| 1    | 東西線 | 西船橋・津田沼・東葉勝田台方面 |
| 2    | 東西線 | 中野・三鷹方面                 |

（出典：東京メトロ:構内図）

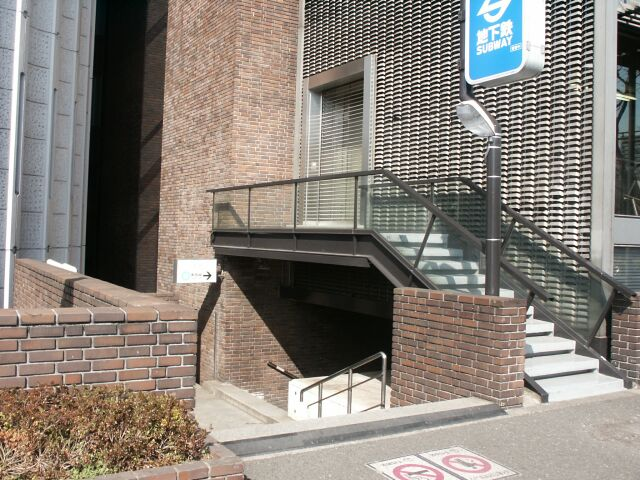
西側出口（2004年3月10日）
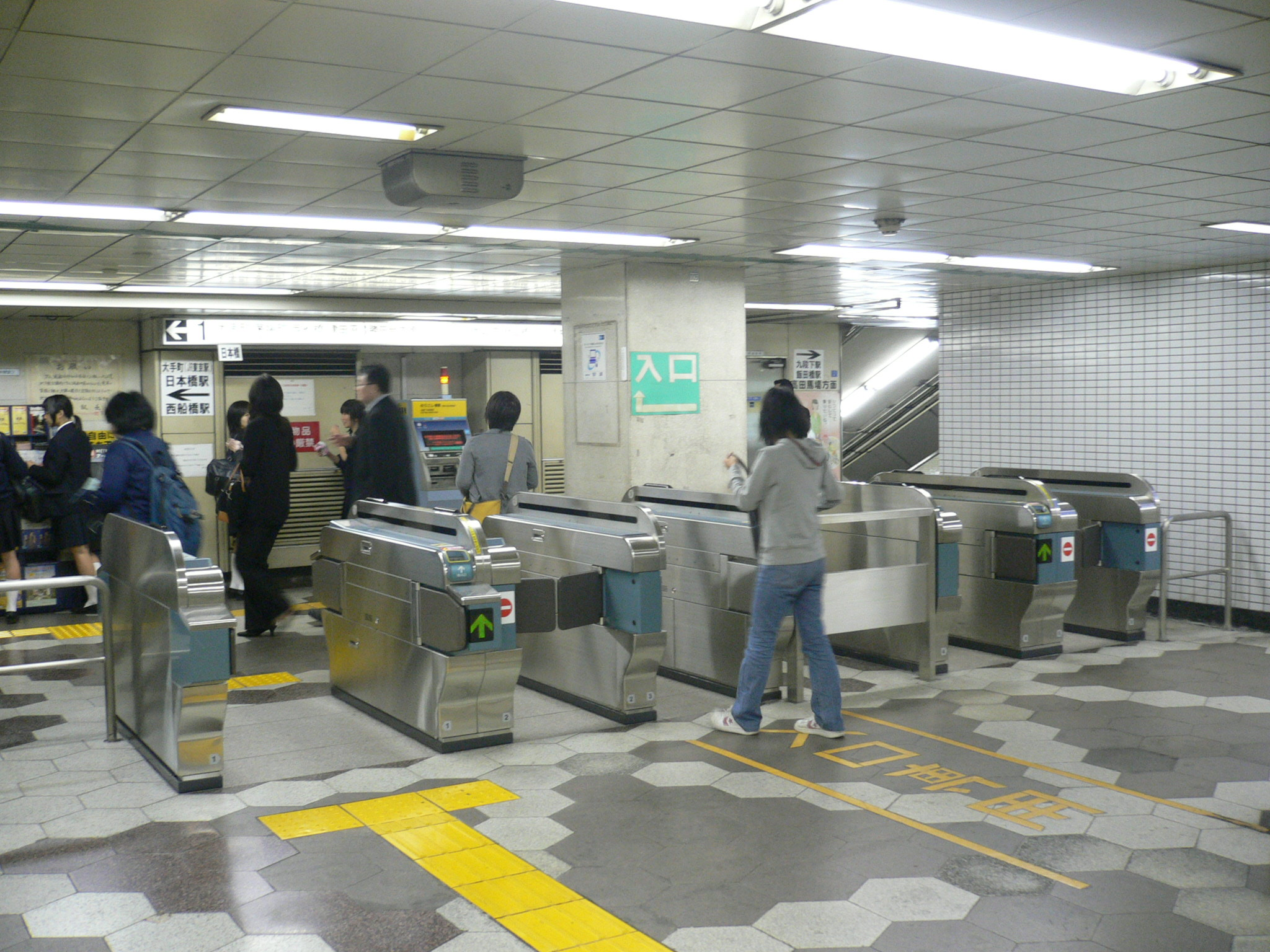
竹橋方面改札口（2005年10月24日）
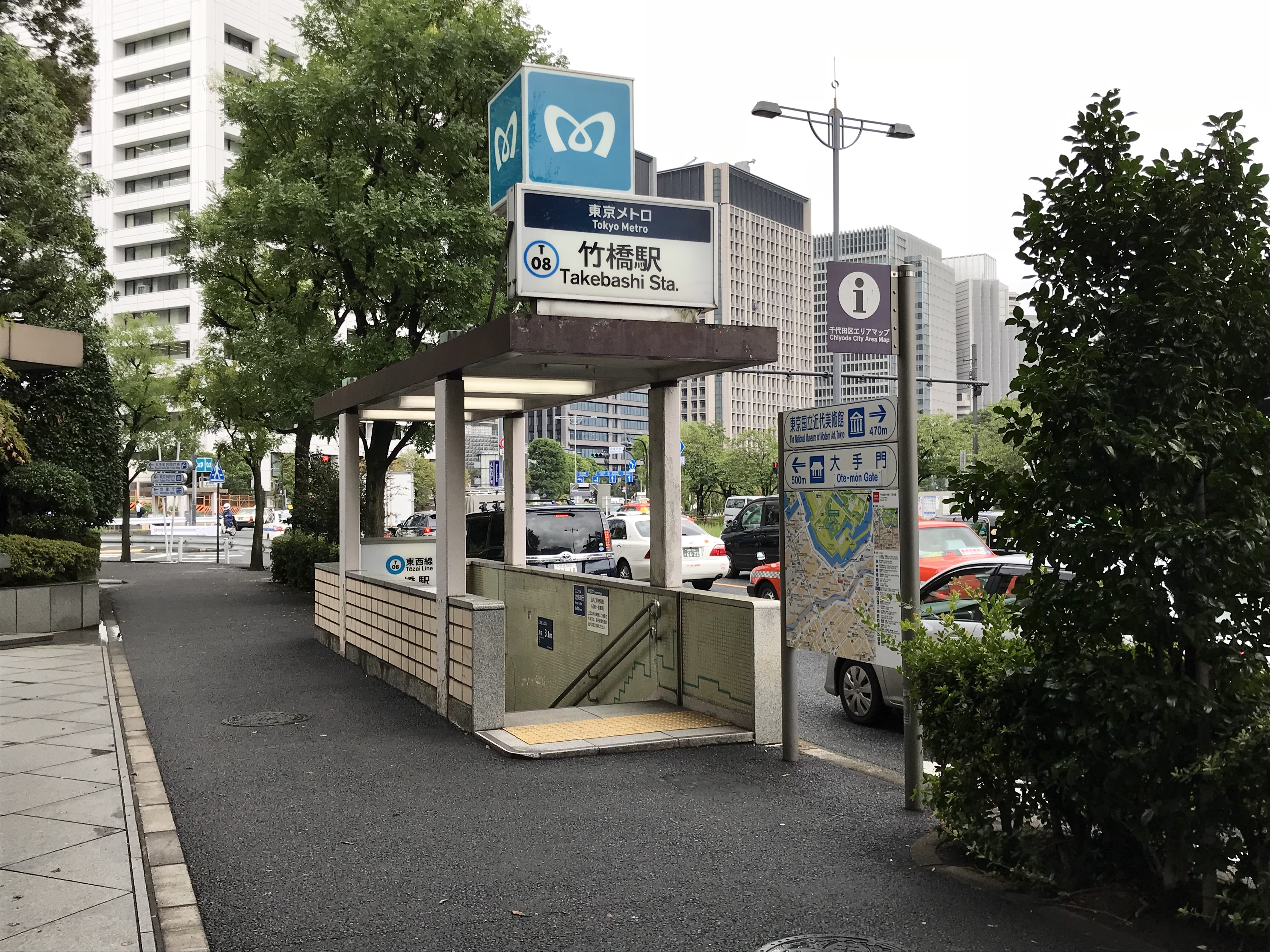
3a番出入口（2018年9月）
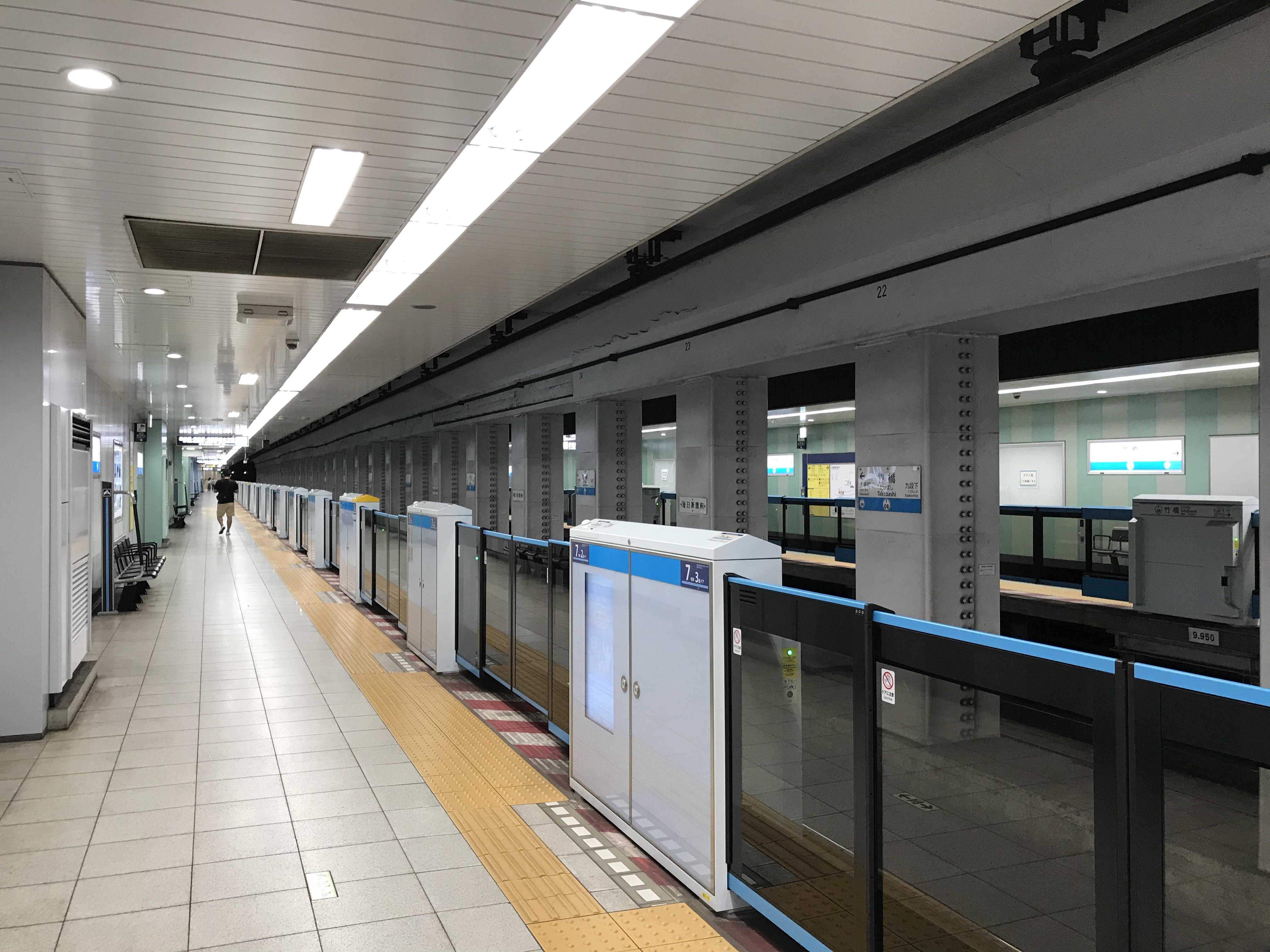
リニューアル後のホーム（2020年6月）
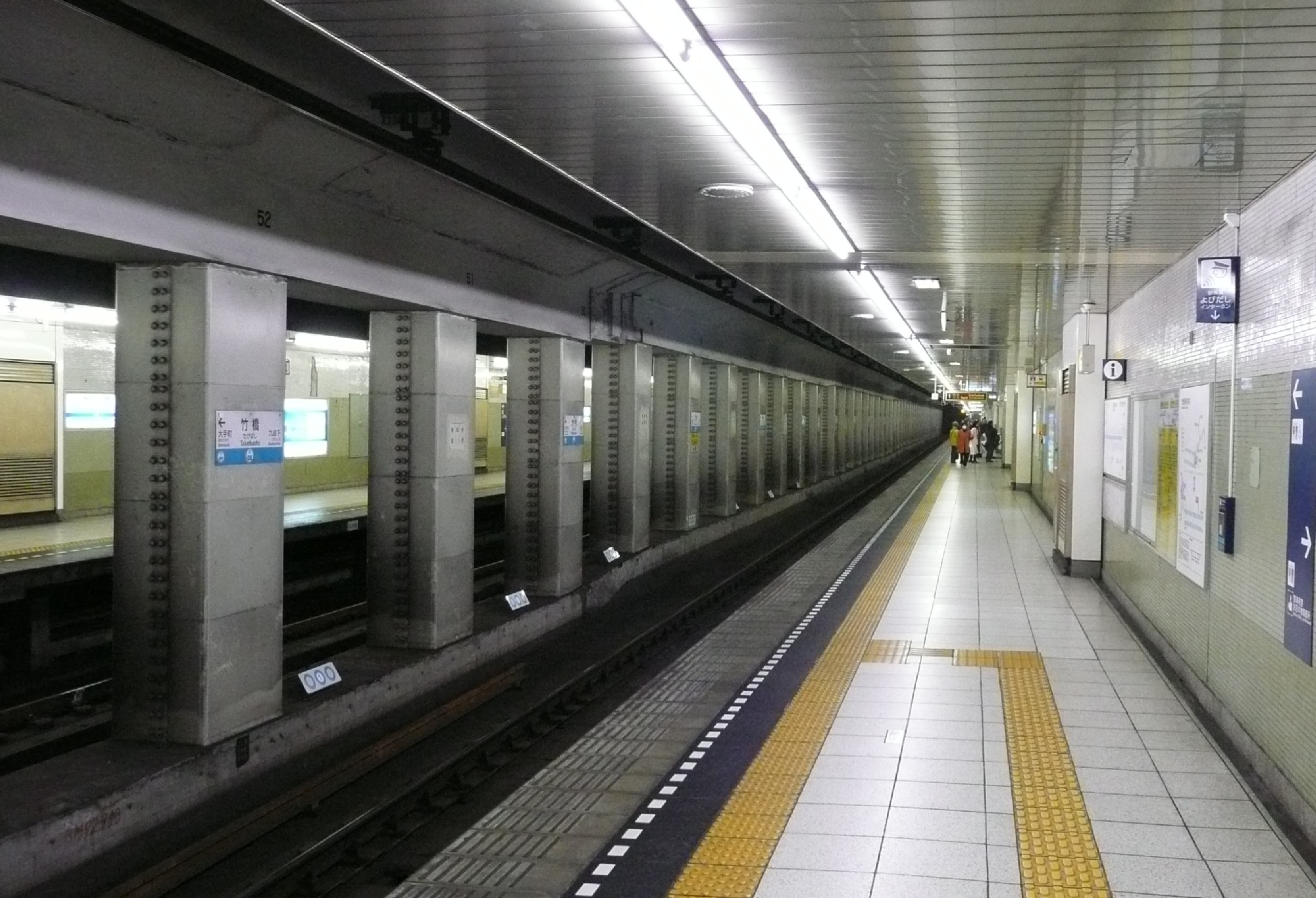
リニューアル前のホーム（2010年1月）

### 発車メロディ
2015年5月27日から向谷実作曲の発車メロディ（発車サイン音）を使用している。
曲は1番線が「A Day in the METRO」、2番線が「Beyond the Metropolis」である（詳細は東京メトロ東西線#発車メロディを参照）。

## 利用状況
2024年度の1日平均乗降人員は42,156人であり、東京メトロ全130駅中86位。
近年の1日平均乗降・乗車人員推移は下表の通り。
| 年度               | 1日平均 乗降人員 | 1日平均 乗車人員 | 出典     |
| ------------------ | ---------------- | ---------------- | -------- |
| 1990年（平成02年） |                  | 31,458           | [ * 1 ]  |
| 1991年（平成03年） |                  | 30,612           | [ * 2 ]  |
| 1992年（平成04年） |                  | 30,636           | [ * 3 ]  |
| 1993年（平成05年） |                  | 29,847           | [ * 4 ]  |
| 1994年（平成06年） |                  | 29,022           | [ * 5 ]  |
| 1995年（平成07年） |                  | 28,216           | [ * 6 ]  |
| 1996年（平成08年） |                  | 27,748           | [ * 7 ]  |
| 1997年（平成09年） |                  | 27,485           | [ * 8 ]  |
| 1998年（平成10年） |                  | 27,622           | [ * 9 ]  |
| 1999年（平成11年） |                  | 26,475           | [ * 10 ] |
| 2000年（平成12年） |                  | 25,548           | [ * 11 ] |
| 2001年（平成13年） |                  | 24,148           | [ * 12 ] |
| 2002年（平成14年） | 50,046           | 24,784           | [ * 13 ] |
| 2003年（平成15年） | 49,118           | 24,216           | [ * 14 ] |
| 2004年（平成16年） | 49,185           | 24,356           | [ * 15 ] |
| 2005年（平成17年） | 50,636           | 25,140           | [ * 16 ] |
| 2006年（平成18年） | 50,699           | 25,090           | [ * 17 ] |
| 2007年（平成19年） | 51,633           | 25,437           | [ * 18 ] |
| 2008年（平成20年） | 50,598           | 25,005           | [ * 19 ] |
| 2009年（平成21年） | 51,887           | 25,677           | [ * 20 ] |
| 2010年（平成22年） | 50,707           | 25,054           | [ * 21 ] |
| 2011年（平成23年） | 50,294           | 24,906           | [ * 22 ] |
| 2012年（平成24年） | 50,101           | 24,726           | [ * 23 ] |
| 2013年（平成25年） | 50,234           | 24,888           | [ * 24 ] |
| 2014年（平成26年） | 50,572           | 25,170           | [ * 25 ] |
| 2015年（平成27年） | 50,066           | 24,833           | [ * 26 ] |
| 2016年（平成28年） | 49,452           | 24,521           | [ * 27 ] |
| 2017年（平成29年） | 48,453           | 24,118           | [ * 28 ] |
| 2018年（平成30年） | 49,014           | 24,364           | [ * 29 ] |
| 2019年（令和元年） | 49,315           | 24,672           | [ * 30 ] |
| 2020年（令和02年） | 31,845           |                  |          |
| 2021年（令和03年） | 34,224           |                  |          |
| 2022年（令和04年） | 37,274           |                  |          |
| 2023年（令和05年） | 40,940           |                  |          |
| 2024年（令和06年） | 42,156           |                  |          |

## 駅周辺
- 大手町合同庁舎（自衛隊大規模接種会場）

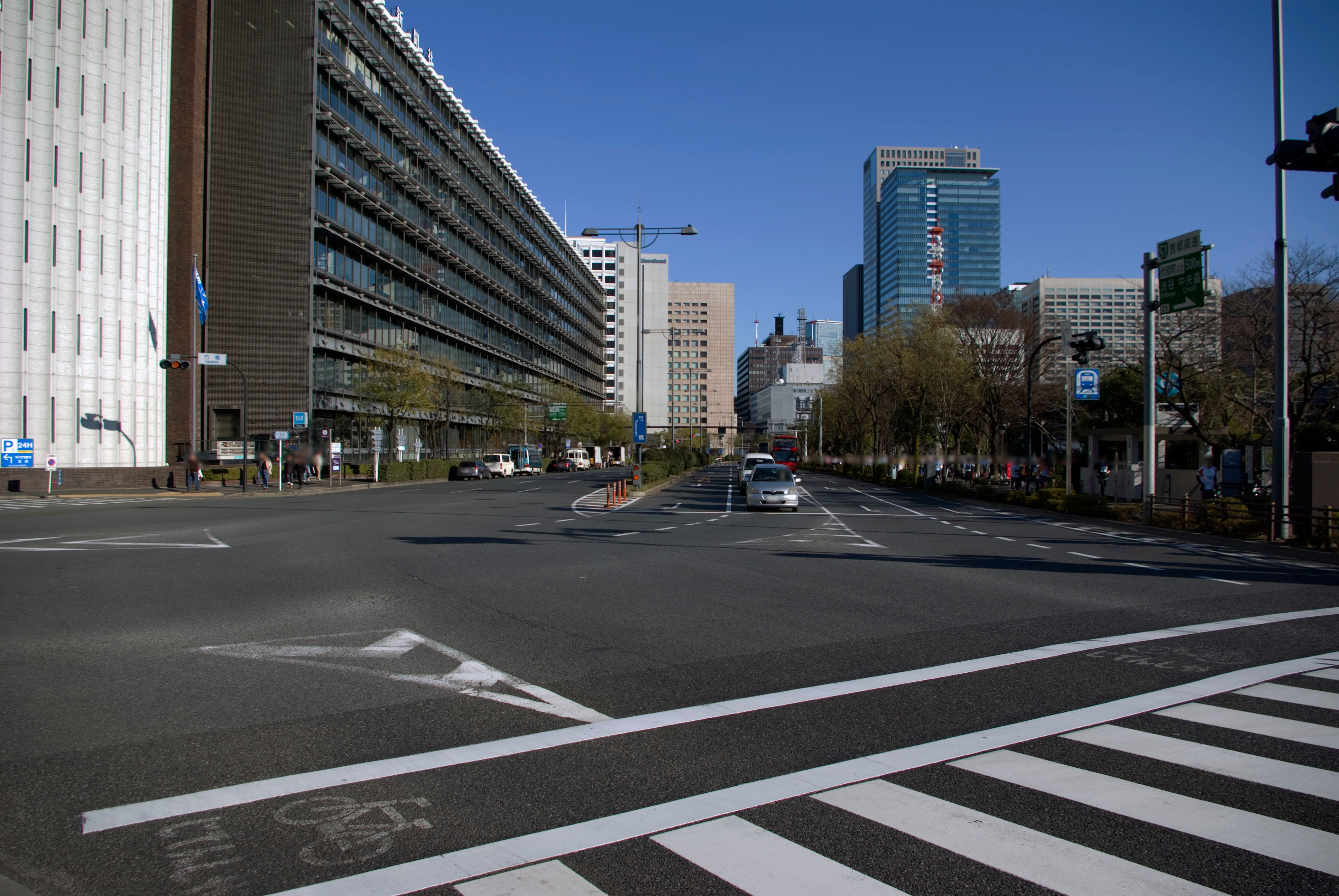
竹橋交差点から大手町方面を見る（2009年12月）

  - 最寄り駅の一つとして案内されている。東西線の場合は大手町駅よりも当駅が近い。
- 東京消防庁本庁
  - 丸の内消防署
- 大手町政府刊行物サービス・センター
- 国立公文書館
- 東京法務局
- 神田税務署
- 神田警察署
- 千代田区千代田保健所
- 学校法人共立女子学園
  - 共立女子大学
  - 共立女子短期大学
  - 共立女子中学校・高等学校
- 正則学園高等学校
- 錦城学園高等学校
- 東京国立近代美術館
- 科学技術館
- 学術総合センター
  - 国立大学協会
  - 国立情報学研究所
  - 国際企業戦略研究科
- 皇居東御苑
- 北の丸公園
- 神田錦町郵便局
- 大手町カンファレンスセンター
  - 日本経済新聞本社（日経ビル・日経ホール）
  - JAビル
  - 経団連会館
- パレスサイドビルディング
  - 毎日新聞東京本社
  - マイナビ本社
  - パレスサイドビル内郵便局
- NTT一ツ橋ビル
  - NTTコミュニケーションズ
- 竹橋合同ビル
  - 国際協力銀行
  - KKRホテル東京
- 住友商事竹橋ビル
- 丸紅本社
- 神田古書店街
- 如水会館
- 学士会館
- 日本教育会館
  - 一ツ橋ホール
- 竹橋（駅名の由来となった橋梁）
- 平川門
- 日本橋川
- 首都高速道路竹橋JCT
- 内堀通り（東京都道301号白山祝田田町線・東京都道401号麹町竹平線）

## バス路線
駅直結のバス停留所はないが、周辺から利用できる路線バスがいくつかある。
- 日経ビル（4出口・同ビル玄関前）
  - 丸の内シャトル：郵船ビル・東京会館・日比谷方面（日の丸自動車興業） - 無料巡回バス
- 一ツ橋停留所（1B出口・北東側白山通り沿い）
  - 都02乙：池袋駅東口行（都営バス） - 平日朝のみ
- ちよだプラットフォームスクエア入口（3B出口北側・錦町河岸交差点北）
  - 風ぐるま 内神田ルート：千代田区役所方面（日立自動車交通）

## 隣の駅
東京地下鉄（東京メトロ）
 東西線（東陽町以西は全列車が各駅に停車）
九段下駅 (T 07) - 竹橋駅 (T 08) - 大手町駅 (T 09)